# Nebulae
Nebulae, en español Nebulosas, se trata de un superordenador a petaescala ubicado en el Centro Nacional de Supercomputación (Shenzhen) en Shenzhen, Guangdong, China. Construido a partir de un sistema Blade TC3600 con Intel Xeon X5650 y procesadores NVIDIA Tesla C2050 GPU, tiene un rendimiento máximo de 1,271 petaflops según el conjunto de pruebas LINPACK. En junio de 2010, Nebulae se clasificó en el segundo lugar dentro de los equipos más veloces del mundo en la lista de los superordenadores TOP500. Nebulae tiene un rendimiento máximo teórico de 2,9843 petaflops. A fecha de noviembre de 2010 es la tercera supercomputadora más poderosa del mundo de acuerdo a la lista elaborada por TOP500, y la segunda de entre las ubicadas en China.